# Trox strzeleckensis
Trox strzeleckensis is een keversoort uit de familie beenderknagers (Trogidae). De wetenschappelijke naam van de soort is voor het eerst geldig gepubliceerd in 1895 door Blackburn.